# Edmund Husserl
Edmund Husserl [ˈʔɛtmʊnt ˈhʊsɐl], né le 8 avril 1859 à Prossnitz (empire d'Autriche) et mort le 27 avril 1938 à Fribourg-en-Brisgau (Allemagne nazie), est un philosophe et logicien, autrichien de naissance, puis prussien, fondateur de la phénoménologie, qui eut une influence majeure sur l'ensemble de la philosophie du XXe siècle.
Husserl a étudié les mathématiques avec Karl Weierstrass et Leo Königsberger, et la philosophie avec Franz Brentano et Carl Stumpf. Il a enseigné la philosophie comme Privatdozent à l'université Martin-Luther de Halle-Wittemberg à partir de 1887 avant de devenir professeur en 1901 à l'université de Göttingen, puis à partir de 1916 et jusqu'à sa retraite en 1928 à l'université Albert Ludwig de Fribourg. Il est demeuré actif et productif jusqu'à sa mort en 1938. Ses archives sont conservées à l'Institut supérieur de philosophie de l'université catholique de Louvain.
Dans ses premiers travaux, il essaye de combiner les mathématiques, la psychologie et la philosophie de façon à fonder les mathématiques. Il analyse le processus psychologique nécessaire au concept de nombre et essaie sur cette base de bâtir une théorie systématique. La pensée de Karl Weierstrass lui permet de soutenir l'idée que nous générons le concept de nombre en comptant une certaine collection d'objets. Il reprend à Brentano et à Stumpf la distinction propre/impropre : l'observateur se fait une représentation propre de l'objet s'il est physiquement présent devant lui et impropre (ou symbolique) dans les cas où l'objet est représenté par des signes et des symboles. Dans sa première œuvre majeure, Recherches logiques (1900-1901), il rompt avec le psychologisme et fonde la phénoménologie comme science destinée à supplanter les sciences de la nature qu'il juge inaptes à « élucider le rapport de l'homme au monde ». Deux autres œuvres majeures suivront : Idées I (1913) et Krisis (1936).

## Biographie

### Les premières années
Edmund Husserl est né le 8 avril 1859 à Proßnitz en Moravie dans l'empire d'Autriche (actuelle République tchèque). Husserl a eu trois enfants dont l'un est mort pendant la première guerre mondiale. En 1876-78, à Leipzig, Husserl étudie l'astronomie, les mathématiques, la physique et la philosophie. Son mentor est alors Thomas Masaryk, un ancien étudiant de Franz Brentano. De 1878 à 1881, il poursuit ses études à Berlin. Durant cette période il est fortement influencé par ses professeurs de mathématiques Leopold Kronecker et Karl Weierstrass. Il soutient une thèse de mathématiques portant sur le calcul des variations en janvier 1883 à Vienne, sous la direction d'un ancien étudiant de Weierstrass, Leo Königsberger. Il retourne ensuite à Berlin où il devient l'assistant de Weierstrass. Quand ce dernier tombe malade, sur les conseils de Masaryk, Husserl retourne à Vienne étudier la philosophie avec Franz Brentano (1884-1886).
Les cours de Franz Brentano (qui fut aussi le professeur de Sigmund Freud) sur l’intentionnalité chez Thomas d’Aquin seront à l'origine de ses développements phénoménologiques ultérieurs. C'est notamment Brentano qui lui communique l'idée d'une philosophie strictement scientifique. D'origine juive, Husserl se convertit au protestantisme luthérien le 8 avril 1886. En 1887, il est privat-docent à l'université Martin-Luther de Halle-Wittemberg. À la même époque, Franz Brentano le recommande à Carl Stumpf, professeur à l'université de Halle. Là, il prépare sa thèse d'habilitation intitulée : Sur le concept de nombre, qui sera reprise dans son ouvrage publié en 1891, sous le titre de Philosophie de l'arithmétique. Dans ce livre, il défend une thèse psychologiste, qui a pour but de clarifier le fondement des mathématiques à partir des actes psychiques.

### La maturité
En 1900-1901, il publie son premier grand ouvrage : les Recherches logiques, sur lesquelles il reviendra ultérieurement. Le tome I (Prolégomènes à la logique pure) critique la position psychologiste qu'il avait défendue dans son premier livre. Le second volume, le plus long, inclut six enquêtes d'épistémologie et de psychologie descriptive : 1) sur la relation entre expression et signification ; 2) sur les universaux ; 3) sur l'ontologie formelle des parties et du tout (méréologie) ; 4) sur les structures syntaxique et méréologique de la signification ; 5) sur la nature et les structures de l'intentionnalité et 6) sur les interrelations entre la vérité, l'intuition et la cognition.
En 1901, il devient professeur associé à l'université de Göttingen grâce au soutien de Wilhelm Dilthey. C'est en 1905 qu'il y professe des cours qui deviendront les Leçons pour une phénoménologie de la conscience intime du temps. Ces Leçons seront publiées en 1928 par Martin Heidegger, à la demande de Husserl. En 1906, Husserl obtient le titre de professeur titulaire à Göttingen. En 1910 il fonde (et co-édite jusqu'en 1913) la revue Logos dont le premier numéro contient l'article programmatique de Husserl intitulé :La Philosophie comme science rigoureuse. En 1913 paraît son second ouvrage majeur, les Idées directrices pour une phénoménologie (connu plus couramment sous le titre : Ideen I ou Idées). En 1916, il succède à Heinrich Rickert à la chaire de philosophie de l'université de Fribourg. En 1922, il donne quatre conférences à l'University College de Londres ; elles seront publiées plus tard dans Husserliana, vol. XXXV. En 1923, il rejette une proposition d'enseigner à l'université de Berlin.

### Les dernières années
En 1928, Husserl quitte son poste de professeur, où son ancien assistant Martin Heidegger lui succède. En 1929, il est invité en France à donner deux conférences à la Sorbonne : elles deviendront les Méditations cartésiennes, texte synthétique qui esquisse les grandes questions de la phénoménologie transcendantale. En 1931, il donne une série de conférences sur le thème « Phenoménologie et anthropologie », dans lesquelles il critique à la fois Heidegger et Max Scheler.
En 1933, Eugen Fink, philosophe et ancien élève à qui l'on doit la Sixième Méditation cartésienne, devient son secrétaire particulier. La même année, Heidegger, membre du NSDAP, devient recteur de l'université de Fribourg-en-Brisgau. Le professeur Husserl se voit interdire l'accès à la bibliothèque de l'université de Fribourg-en-Brisgau en application de la législation antisémite. En 1935-1936, il donne une série de conférences à Prague qui donneront naissance à sa dernière œuvre majeure La Crise des sciences européennes et la phénoménologie transcendantale, plus communément appelée la Krisis. Dans ce travail, Husserl cherche à « soumettre la philosophie moderne à l'examen critique de sa dépendance à l'égard du modèle galiléen et de l'idée absolutisée de la nature qu'il impose », comme l'écrit Pierre Guenancia. Il est radié du corps professoral en 1936.

Il meurt le 26 avril 1938, alors que le nazisme menace de destruction ses manuscrits inédits. Ils furent heureusement évacués par le franciscain Herman Leo Van Breda vers l'université de Louvain, où se trouvent encore aujourd'hui les fameuses Archives Husserl. Depuis 1950, ces archives sont éditées sous le titre Husserliana ; près de 300 000 feuillets restent à dépouiller. 

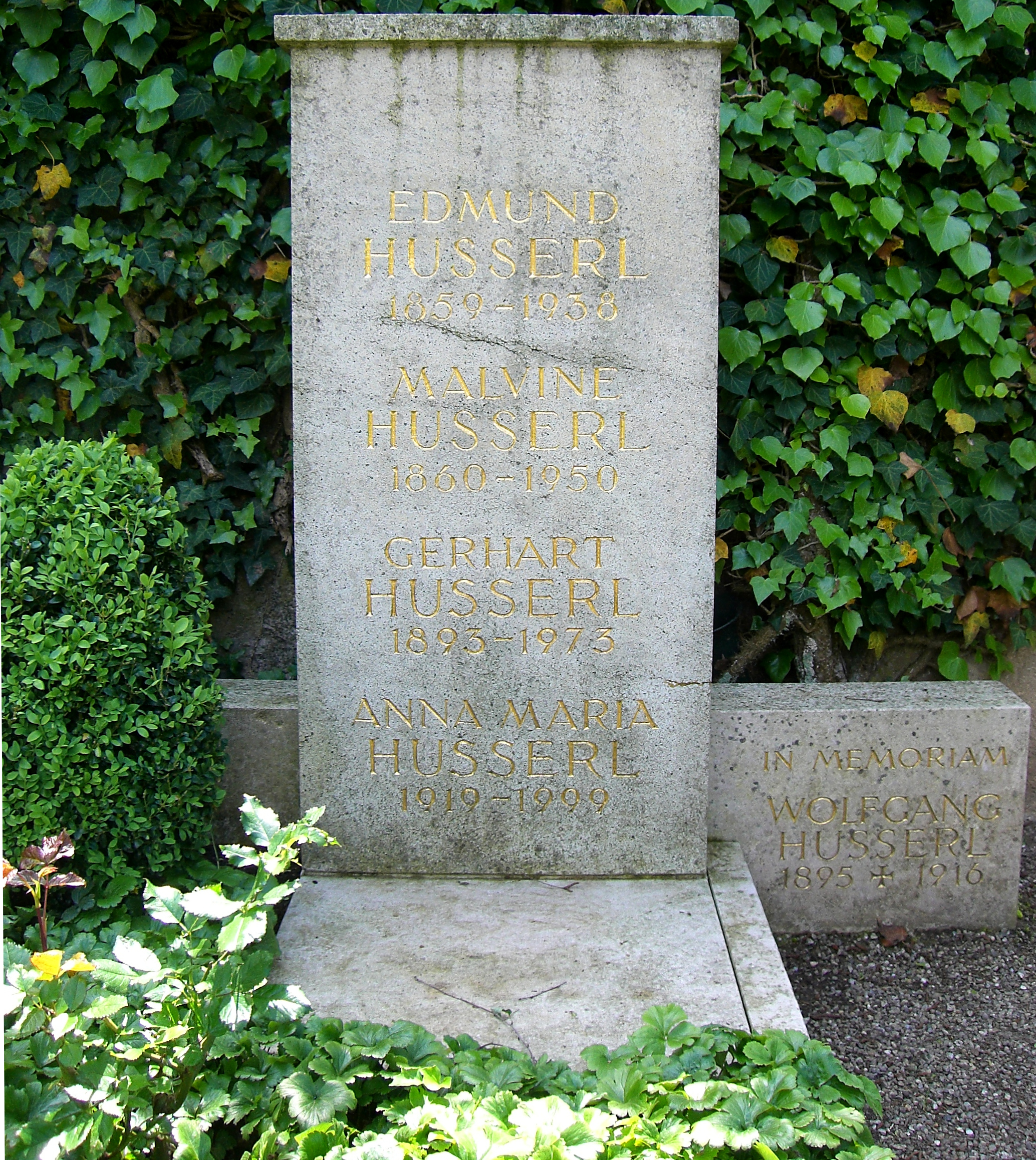
Freiburg

## Perspective générale
Face au subjectivisme et à l'irrationalisme du début du XXe siècle la pensée de Edmund Husserl est, selon la plupart des commentateurs, entièrement dominée par le souci de retrouver des bases solides pour les sciences. Écartant les sciences exactes au prétexte qu'elles n'auraient rien à nous dire globalement sur le rapport de l'homme au monde, sa phénoménologie « évacue les questions traditionnelles sur le monde (par exemple, la question de son existence ou de sa non-existence) pour développer une interrogation sur le sens de la transcendance du monde, c'est-à-dire sur son mode d'être » selon Jean-François Lyotard. Husserl, convaincu, comme l'écrit Pierre Thévenaz, de la valeur et de l'unité de la raison (donc de la science et de la philosophie comme mathesis universalis), en entreprend une critique radicale.
Désormais toute la réflexion phénoménologique est dominée moins par la description des choses, des phénomènes qui se dévoilent, que par le problème (d'inspiration kantienne) de la « constitution », problème « transcendantal » de la constitution du sens de ce monde « réduit ». « La première mention du concept de « réduction » (thème central de sa pensée) se trouverait dans un texte de l'été 1905 tandis que le premier exposé explicite et complet se lit précisément dans ces Cinq Leçons faites à Gœttinguen sur L'idée de la phénoménologie ». Dans le sillon ouvert par Descartes, Husserl parle encore d'une réduction gnoséologique. La réduction phénoménologique transcendantale ou Épochè, dans sa radicalité, s'affirmera plus tard dans les « Ideen I ».
Mathématicien de formation, Husserl s'intéresse d'abord à la philosophie des sciences, notamment à partir de la question des objets mathématiques. Puis, frappé par les rapports entre logique et mathématique, il en vient à étudier leur fondement commun. Toutefois, le mathématicien Gottlob Frege, le fondateur de la logique moderne et l'un des pères de la philosophie analytique, critiqua âprement la pensée de Husserl et l'accusa de psychologisme.
Husserl à la manière de René Descartes, dont il revendique le projet, cherche à refonder la totalité des sciences à partir d'une expérience indubitable (ou apodictique). « Avec lui, la philosophie change totalement d'allure, et passe radicalement de l'objectivisme naïf au subjectivisme transcendental ». Il veut cependant radicaliser cette expérience.
Husserl tente de refonder l'ensemble des sciences et de la philosophie. Pour constituer une philosophie comme science rigoureuse, Husserl souhaite trouver un fondement absolu apodictique et une méthode d'investigation permettant d'avancer dans ses recherches. Il écrit : « Quiconque veut vraiment devenir philosophe devra « une fois dans sa vie » se replier sur soi-même et, au-dedans de soi, tenter de renverser toutes les sciences admises jusqu'ici et tenter de les reconstruire ».
La radicalisation du projet cartésien
Husserl endosse l'espérance cartésienne d'une philosophie comme « science universelle, possédant des fondements absolument certains », et à ce titre pouvant servir d'appui aux autres sciences,. La phénoménologie cherche à résoudre la vieille question du fondement radical de toute l'entreprise de la raison philosophique. S'interdisant la facilité du recours à Dieu, le fondement ultime ne pourra être que du côté du sujet. Il s'agira de trouver une évidence absolue qui, comme le « phénomène », porterait en elle-même sa légitimation qui se donnerait elle-même comme première et absolue et n'aurait besoin de rien d'autre pour être fondée, bref une source radicale d'« apodicticité » qui donnerait son sens à la science et à la raison en général. Pour ce faire, la méthode à mettre en œuvre consiste à ramener la connaissance à « des intuitions absolues au-delà desquelles on ne peut remonter ».
Les sciences modernes n'auraient pas, selon Husserl, la capacité d'interroger par elles-mêmes, leur propre fondement, l'ambition de la phénoménologie va être de procurer à leurs formations théorétiques, sens et validité, en mettant à jour leur fondement ultime. La recherche d'un fondement indubitable passe par la suspension de notre croyance naïve et dogmatique en l'existence ou la nature ontologique du monde (attitude naturelle), et ce afin d'atteindre son mode de donation (Wie ihrer Gegebenheitsweis). Ensuite, le premier principe à observer : « ne jamais admettre comme valable aucun jugement, qui ne soit puisé dans l'évidence, c'est-à-dire dans des expériences où, les choses et faits en question, nous sont présents « eux-mêmes » ». En neutralisant par la méthode de la réduction, la thèse du monde, « l'« épochè » permet d'interroger le sens d'être du monde qui nous est donné [...] de saisir ce que signifie exister pour ce monde, dont on ne peut justement pas douter ». La première réduction phénoménologique cherche un fondement indubitable pour la connaissance et pour ce faire, le monde naturel du sens commun est simplement mis entre parenthèses, cette opération ne doit pas être comprise comme un déni du monde ni la mise en doute de son existence. Mais avec la réduction phénoménologique on assiste non seulement à la suspension de tout jugement d'existence et de valeur sur les objets, mais encore à une rupture radicale avec le monde naturel et l'attitude naturelle de la connaissance.

## L'évolution de sa pensée

### Mouvement général
À lire Pierre Thévenaz, la démarche de Husserl serait « sinueuse et tâtonnante, reprise constante, exploration à l'aveuglette, perpétuelle remise en question ». Paul Ricœur, traducteur des Ideen I remarque, par exemple, « on a dit qu'en 1901 Husserl était réaliste et qu'en 1911 il est idéaliste », contradiction que cet auteur préfère attribuer à la prise en compte successive mais sans reniement de la première position, d'un autre niveau de réflexion et d'analyse par une conscience qui oscille entre plusieurs moments de son ascèse. Pierre Thévenas, parle d'un « mouvement irrépressible de dépassement perpétuel qui est un des caractères les plus frappants de cette philosophie du dynamisme intentionnel de la conscience ». Il ne faut pas considérer chacune de ses œuvres isolément en n'y voyant que l'application successive d'une méthode originale à des sujets divers : logique, temps, structure de la conscience, évidence, intentionnalité, crise des sciences, etc. L'histoire de cette pensée peut être schématisée par une spirale reprenant d'ouvrage en ouvrage inlassablement les mêmes thèmes pour les approfondir sans cesse. Il ne faut donc pas y voir non plus, comme chez Leibniz, une suite de points de vue où s'exprimerait de façon toujours nouvelle une même intuition fondamentale. « Nous devons y voir au contraire un effort patient pour amener à la clarté une visée d'abord obscure et tâtonnante, de sorte que les dernières œuvres sont dans une large mesure indispensables à la véritable intelligence des premières ». Vers 1905, Husserl passe par une crise intérieure très sérieuse qui l'amène à douter de sa propre qualité de philosophe. La pensée de Husserl comparée à celle de Descartes apparaît, si l'on suit Pierre Thévenas tel un écheveau embrouillé.
La pensée de Husserl tournerait autour de notions inlassablement reprises et approfondies tout long de ses œuvres tels : la Réduction phénoménologique, l'Intentionnalité, la Subjectivité transcendantale, le Moi transcendantal, l'Intersubjectivité, le Monde de la vie. L'évolution de cette pensée peut être grossièrement résumée à travers les moments qui suivent :
1. La démarche cartésienne qui aboutit à l'ego est une première application de la méthode de la réduction
2. La radicalisation de cette première réduction appliquée au cogito donne la conscience en tant qu'elle est « conscience de quelque chose » ou « intentionnalité » et non substance mondaine
3. Le monde et les choses du monde deviennent de simples phénomènes vis-à-vis d'une conscience dorénavant constituante. S'interroger sur le sens de la transcendance du monde c'est s'interroger sur son mode d'être Jean-François Lyotard[16].
4. Toute donation d'objet suppose au préalable une corrélation du moi et de l'objet plus fondamentale impliquant un nouveau sens du monde
5. Le Moi transcendantal comme premier aboutissement.
6. La genèse du monde de la vie.
7. L'intersubjectivité.

### Du point de vue des œuvres
La publication à partir de 1950 des Husserliana aurait permis de mieux comprendre l'évolution de sa pensée de 1900 à 1938. Le premier volume des Husserliana publié en 1950 contient notamment le texte original allemand des Méditations cartésiennes, inédit jusqu'à cette date. On peut situer l'origine du texte en 1929, lorsque, invité par l'Institut d'Études germaniques de Paris et par la Société française de philosophie, Husserl avait prononcé en Sorbonne des conférences en allemand sous le titre Introduction à la Phénoménologie transcendantale, rédigées à son retour à Fribourg, traduites en français sous le titre de Méditations cartésiennes et publiées à Paris en 1931.
Le second volume de ces archives nous éclairait sur une tout autre phase de la pensée de Husserl, celle qui sépare les Logische Untersuchungen (1900) ou Recherches logiques et les Ideen I (1913). « Jusque-là, on avait peine à s'expliquer le passage qui menait des premières préoccupations logiques, de la critique du psychologisme et du relativisme, des premières analyses phénoménologiques, bref de ce qu'on croyait pouvoir qualifier de réalisme des essences idéales ou de nouveau platonisme, jusqu'à l'idéalisme transcendental des Ideen, où l'on voyait pour la première fois intervenir la fameuse « réduction phénoménologique » qui semblait comme tomber du ciel. Husserl était-il vraiment réaliste en 1900 et idéaliste en 1913 ? »
Le troisième volume amorce la publication intégrale des Ideen dont Husserl, en 1913, n'avait livré que la première partie.

### Du point de vue des thèmes
S'agissant du démarrage de la « phénoménologie », Jean-François Lyotard l'attribue à la découverte de l'« intentionnalité » conduisant au refus husserlien de distinguer entre intériorité et l'extériorité (sujet face au monde). Au début du XXe siècle une analyse de la conscience relève sans conteste, de la psychologie, c'est-à-dire d'une méthode qui serait selon Husserl, impuissante à éclaircir l'objectivité absolue. Husserl innoverait en ne se demandant pas ce qui se passe dans la conscience, devant la « chose » qui nous sollicite, mais ce que « nous entendons par... », ce que nous avons dans l'esprit.
De formation scientifique, Husserl aurait été hanté par le problème du fondement des sciences depuis son premier ouvrage Philosophie der Arithmetik (1891), jusqu'à sa mort. Dès les premières interrogations sur les fondements des mathématiques, il se serait trouvé renvoyé à la logique, puis à l'épistémologie, et enfin à l'ontologie. Par ailleurs tout au long de sa carrière, Husserl serait demeuré convaincu de l'unité de la raison (donc de la science et de la philosophie en une espèce de « mathesis universalis »). Husserl souscrirait à l'espérance cartésienne de faire de la philosophie une « science universelle », possédant des fondements absolument certains, sur laquelle les autres sciences pourront prendre appui. En effet pour Husserl toute science porterait en elle « l'idée téléologique que le savant veut non seulement porter des jugements, mais les fonder »,.
En 1913 sont publiées les Idées directrices pour une phénoménologie et une philosophie phénoménologique pures ou Ideen I, dont Renaud Barbaras résume ainsi l'idée directrice : « les Ideen I tentent d'expliciter le passage de l'épochè (ou Réduction phénoménologique) au transcendantal, c'est-à-dire de montrer que le résidu de l'épochè est bien la conscience ». Plus tard, avec les Méditations cartésiennes, correspondant à deux conférences de 1929, il se préoccupe de donner aux sciences un fondement absolu, qu'elles auraient en visée même lorsqu'elles y échouent. Dans ce livre, Husserl reprendrait de façon nouvelle la démarche radicale des Méditations métaphysiques de Descartes pour fonder l'édifice de la « phénoménologie transcendantale ». Il y transparaîtrait déjà la double préoccupation de la phénoménologie : la visée d'un fondement objectif absolu ainsi que l'analyse de l'intentionnalité du savant en quête de l'objectivité absolue. Jean-François Lavigne qualifie Les méditations de texte fondateur à travers lequel Husserl déploie d'une manière publique et synthétique l'ensemble du programme de la « phénoménologie transcendantale ».
Dans les années 1934-1936, avec la crise de l'humanité européenne et de la philosophie, Husserl nous inviterait à reconnaître dans la raison philosophique le sens, l'unité et la « « téléologie » cachée de l'histoire européenne (thème central développé dans la Krisis).

## Méthode et principes

### La réduction
La « réduction phénoménologique » ou Épochè en grec (ἐποχή / epokhế) consiste, pour Husserl, à suspendre radicalement l'« approche naturelle » du monde, et à mener une lutte sans concession contre toutes les abstractions que la perception naturelle de l'objet présuppose. Elle vise à « comprendre à partir de son mode de donnée. La réduction phénoménologique doit élargir notre regard et non pas « perdre une partie du monde » ».
C'est en faisant appel à la méthode dite de la « réduction phénoménologique »̆ que Husserl dépasserait les positions objectiviste ou psychologique qui dominaient la philosophie de son temps. Le concept de réduction apparaît explicitement dans l'œuvre de Husserl autour des années 1907 dans une publication intitulée L'idée de la phénoménologie. Dans cette œuvre, Husserl parlerait encore d'une réduction gnoséologique. La première réduction phénoménologique a pour objet la recherche d'un fondement indubitable pour la « connaissance » et pour ce faire, le monde naturel du sens commun est simplement « mis entre parenthèses »; cette opération n'est pas un déni du monde ni une mise en doute de son existence. Comme le fait remarquer Pierre Thévenaz, un des effets cachés de la réduction phénoménologique est de tracer une coupure non plus entre les disciplines rationnelles (philosophie et science) et la connaissance naturelle, mais entre la philosophie (transcendantale, non-mondaine) et la science rejetée du côté du monde naturel.

### La constitution
« Constituer » consiste pour Husserl à donner un sens. « La constitution n'est pas l'acte de produire un objet dans le monde, mais l'acte par lequel un sens d'objet se forme dans le cours de l'expérience » écrit Emmanuel Housset. « La « constitution » husserlienne est une reconstitution de l'être concret de l'objet, un retour vers tout ce qui a été oublié dans l'attitude naturelle braquée sur l'objet [...] La manière phénoménologique consiste à retrouver ces voies d'accès, toutes les évidences traversées et oubliées », écrit Emmanuel Levinas.

### L'intentionnalité
Reçu de Franz Brentano, selon Hubert Dreyfus « le terme « intentionnalité » définit le fait que des états mentaux, tels que percevoir, croire, désirer, craindre, et avoir une intention (pris au sens courant), se réfèrent toujours à quelque chose ». Pour Emmanuel Housset, à travers l'intentionnalité, « il s'agit de décrire l'unité du mouvement par lequel l'homme vise le monde et du mouvement par lequel le monde s'annonce à l'homme ». Bref l'intentionnalité est au cœur de la relation homme-monde.

### L'intuition
Définie comme « mode de la connaissance immédiate par lequel le sujet se met en rapport avec un objet sans médiation du raisonnement », l'intuition désigne chez Husserl « tout acte remplissant en général, sans lequel rien ne serait donné et donc pensé. Il y a de ce fait une multiplicité d'intuitions : l'intuition d'une chose individuelle ou d'une généralité (homme en général) ou l'intuition d'une vérité logique ». La phénoménologie confère à l'intuition une place de premier plan dans l'ordre de la connaissance, elle est à la fois l'acte par excellence de la connaissance et le phénomène par lequel la chose elle-même se donne au sujet. L'intuition, souligne Natalie Depraz comme donation originaire de l'objet à la conscience devient dans la phénoménologie, la façon dont les choses apparaissent dans leur essence propre, elles ne sont pas autre chose que la totalité de leurs manifestations.
Avec l'intuition catégoriale, Husserl accepte au titre de donation originaire les formes collectives (une forêt, un défilé) et les formes disjonctives (A plus clair que B), et non plus seulement les données sensibles ; cette extension élargit considérablement le domaine de la réalité, les catégories ne sont plus des formes subjectives mais peuvent être appréhendées comme choses « étantes ».

## Les grands thèmes de la phénoménologie transcendantale

### L'attitude naturelle
Par attitude naturelle Husserl, désigne le point de vue qui s'exprime à travers la « thèse du monde » qui correspond à ce que l'homme en perçoit, tel qu'il le vit naturellement, formant des représentations, jugeant, sentant, voulant. « J'ai conscience d'un monde qui s'étend sans fin dans l'espace, qui a et a eu un développement sans fin dans le temps ». Faisant face à la conscience « l'attitude naturelle me fait découvrir un monde de choses existantes, elle m'attribue aussi un corps situé dans ce monde et de m'inclure moi-même dans ce monde ». Eugen Fink dans son commentaire écrit : « l'attitude naturelle est l'attitude essentielle, appartenant à la nature de l'homme, l'attitude constitutive de l'être-homme même, de l'être-homme orienté dans le tout du monde [...] ». « Toutes les attitudes de l'homme demeurent fondamentalement à l'intérieur de l'attitude naturelle ». Paul Ricœur, dans l'« attitude naturelle », l'illusion la plus constante de la « thèse du monde » est la « croyance » naïve à l'existence « en soi » de ce monde et que sa perception empirique directe serait a priori plus certaine que la réflexion.
La réduction phénoménologique va permettre, par la suspension de l'attitude naturelle, de saisir le monde en tant que simple phénomène

### La question du temps
Après les Ideen I qui en donnait une première formulation, c'est dans son livre Leçons pour une phénoménologie de la conscience intime du temps que Husserl expose l'essentiel de sa compréhension de l'essence du temps. Husserl y délaisse le temps objectif pour s'intéresser au temps apparaissant à la temporalité vécue. Dans la « constitution » du temps objectif Husserl va distinguer trois niveaux qu'il fait dériver les uns des autres en vertu d'un rapport de fondation écrit Renaud Barbaras. Comme le note Rudolf Bernet, la question relative à l'essence du temps est immédiatement détournée vers la question de son origine, elle-même axée sur « les formations primitives de la conscience du temps », dont il se propose de comprendre les modalités de constitution. Mettre en évidence cette constitution consiste à remonter du temps immanent, apparaissant, à son mode d'apparition, c'est-à-dire aux vécus spécifiques en lesquels se constitue l'apparaître du temps,. De cette approche il ressort plusieurs découvertes fondamentales à savoir :
1. « Le temps n'est pas simplement un objet de la conscience, parmi les autres, mais la conscience est elle-même intrinsèquement structurée de façon temporelle; voire que le temps joue un rôle primordial dans l'auto-constitution du « flux absolu de la conscience » » écrit Alexander Schnell[54].
2. L'analyse phénoménologique fait percevoir l'unité de la conscience qui embrasse à la fois le présent et le passé, note Gérard Granel[55]. Par le jeu de la rétention le « maintenant » est systématiquement accompagné de la conscience du « tout-juste-passé ».
3. Husserl introduit la notion de « tempo-objet », qui ne sont pas de l'ordre du perçu mais qui ont pour fonction de manifester l'unité d'une durée (une mélodie par exemple), à partir de laquelle il va tirer sa compréhension de ce qu'il appelle la « conscience constitutive du temps »[56].

### La science éidétique
En rupture avec les thèses issues du positivisme et de l'empirisme Husserl s'intéresse à la manière dont chaque objet se constitue dans notre regard. Le mode de constitution des essences de choses le conduit dès le début à considérer la possibilité d'une « science éidétique », note Jean-François Lyotard. Dans la pensée de Husserl, « l'essence n'est pas définie seulement comme « quiddité », ce que la chose est (son quid), mais comme la condition nécessaire de possibilité de certaines déterminations : c'est ce sans quoi tels contenus disparaîtraient. Tout ce qui appartient à l'essence d'un individu, un autre individu peut le posséder » écrit Renaud Babaras. La notion d'essence est à distinguer de généralités purement inductives telles que lion, chaise, étoile selon les exemples qu'en donne Emmanuel Levinas.
La véritable connaissance est la connaissance des « essences », c'est-à-dire de ce qui demeure invariant dans les modifications de perspectives que l'esprit a sur les choses. En effet, tout objet a ses déterminations d'après la perspective de la conscience ; l'objet vécu ne sera donc donné en totalité que par la synthèse totale des points de vue. Ainsi, pour décrire la structure des phénomènes, encore faut-il que la conscience perçoive, par l'intuition, ces essences.
Avec la « réduction éidétique », la phénoménologie devient une science des « essences », note Emmanuel Housset. Ce n'est plus l'expérience seule qui donne la chose même, celle-ci pense Husserl, demande la mise en œuvre de connaissances a priori qui ne sont pas seulement antérieures à l'expérience mais qui sont, comme chez Kant, indépendantes de l'expérience. Cet a priori est ancré dans ce que Husserl appelle une intuition ou, « éidétique » spécifique qui nous met en présence d'essences universelles (par exemple le coq, le nombre deux, l'objet en général), de la même façon que l'intuition sensible nous met en présence d'objets individuels (comme une chose jaune particulière, une paire d'objets particuliers). « La connaissance a priori n'est plus une connaissance déterminée par son antériorité vi-à-vis de toute connaissance d'objet, mais est une connaissance de l'être même des choses » écrit Emmanuel Housset. L'intuition de l'essence sera au même titre que l'intuition de l'individu conscience de quelque chose qui est donné en personne dans cette intuition.
Ainsi conçue, la « science éidétique » est d'abord une « description qui vise à rendre raison de l'essence d'un phénomène à partir de la série des variations dont est susceptible son appréhension ». Husserl aspire ensuite à construire une science des essences par quoi l'être des choses, et de toutes les choses, nous serait donné. Il découvre « les lois éidétiques qui guident toute connaissance empirique [...] Il distinguera hiérarchiquement et en partant de l'empirique 1/ les essences matérielles (celles de vêtement par exemple) étudiées par des ontologies ou sciences  éidétiques matérielles-2/ les essences régionales (objet culturel) coiffant les précédentes- 3/ enfin l'essence d'objet en général ». Or, l'intuition de l'essence est au même titre que l'intuition de l'individu conscience de quelque chose qui est donné en personne dans cette intuition.
Jean-François Lyotard résume ainsi les conclusions importantes de cette première étape : « À chaque science empirique correspond une science éidétique concernant l'« eidos » régional des objets étudiés par elle, la phénoménologie elle-même est à cette étape définie comme science éidétique de la région conscience ; en d'autres termes dans toutes sciences empiriques de l'homme se trouve impliquée nécessairement une essence de la conscience »

### Le tournant transcendantal
Pierre Thévenas parle à propos des trois ouvrages, Idées directrices pour une phénoménologie et une philosophie phénoménologique pures, Méditations cartésiennes et La Crise des sciences européennes et la phénoménologie transcendantale : de « trilogie de la phénoménologie transcendantale ». L'idée de transcendantal recouvre chez Husserl un domaine plus large que dans son sens classique. Il y a du « transcendantal » toutes les fois où il est question de l'ultime source de la connaissance à savoir : « l'auto-méditation du sujet connaissant ». « Cette expression concerne la « vie de la conscience » au sein de laquelle se met en place le monde « pré-donné » y compris l'être du philosophe comme homme de ce monde [...] et qui précède toute mondanéité comme sa condition de possibilité », que la réduction a pour objet de suspendre, note Eugen Fink. « L'idée d'une phénoménologie transcendantale, d'un idéalisme transcendantal passant par le chemin de la réduction phénoménologique trouve sa première expression publique dans les Cinq conférences qui portent le titre de L'idée de la phénoménologie », écrit Paul Ricœur.
Renaud Barbaras écrit : « les Ideen I tentent d'expliciter le passage de l'épochè (ou Réduction phénoménologique) au transcendantal, c'est-à-dire de montrer que le résidu de l'épochè est bien la conscience ». Avec la « subjectivité transcendantale, on dépasse le traditionnel problème de la transcendance, c'est-à-dire du lien entre la conscience et son objet, que Husserl qualifie de faux problème. Si problème il y a, cela viendrait d’abord de la méconnaissance de la vraie nature de la subjectivité, qui est transcendantale et non mondaine. Pour lui, tout objet pensable reste selon les principes de la constitution transcendantale une formation de sens de la subjectivité pure.

### Le Moi, la subjectivité transcendantale
L'aboutissement du mouvement qui depuis Descartes conduit la philosophie à faire du Je et de la conscience de Soi le point de départ de toute pensée et le fondement de toute connaissance certaine, est le « Moi transcendantal » ou « subjectivité transcendantale ». Eugen Fink, disciple de Husserl, affirme :« Toute philosophie accomplit sur le mode subjectif de la prise de conscience de soi l'opération de fondation »>.
À l'époque des Recherches logiques (1900-1901), Husserl refusait de penser le « Moi » comme quelque chose de spécifique distincte des vécus. Ceci le conduisait à réduire le « Moi » à la « totalité unifiée » des vécus qui du même coup constituaient l'unité de la conscience. Dans ces conditions cette dernière ne pouvait être rien d'autre qu'une « visée », ce qui était confirmé de plus par l'affirmation renouvelée de son caractère essentiellement intentionnel.
C'est dans les « Ideen » (1913) qu'est apparue la nécessité de les distinguer et d'assurer la première place à la relation entre chaque vécu avec le moi « pur ». En effet tout acte intentionnel : « le fait d'être dirigé sur, occupé à, de faire l'expérience de... enveloppe dans son sens d'être un rayon qui émane du « moi », qui constitue un point d'origine, un pôle égologique qui demeure identique dans la suite des vécus ». « Il y aura désormais deux faces dans tout vécu une face orientée sur l'objet et une face orientée subjectivement c'est-à-dire procédant du moi ».
Revenant dans les Méditations cartésiennes (1929), sur le concept d'ego qui exprime la continuité du « moi », Husserl ne le considère plus comme un concept vide. Car, le « moi » existant, qui vit comme ceci ou cela, effectuant des actes qui ont un sens objectif nouveau, acquiert spontanément ce que Husserl appelle des habitus, c'est-à-dire des modes d'être qui peuvent devenir comme une « propriété permanente nouvelle ». À la différence de Emmanuel Kant le « moi » de la réduction, « le moi transcendantal », « n'est pas une conscience conçue logiquement mais une conscience naturelle », écrit Jean-François Lyotard. Husserl insiste sur le fait que le moi empirique dit « moi de l'attitude naturelle, est aussi et à tout instant moi transcendantal », mais regardé d'un point de vue différent. La différence entre « moi empirique » et « moi transcendantal » c'est que le premier est « intéressé au monde » alors que le moi « transcendantal », par la réduction, tel un « spectateur désintéressé » s'arrache au monde pour mieux le voir. « Le monde se révèlera être une réalité constituée par la conscience pure [...] la découverte de la subjectivité pure comme lieu originaire de toute donation de sens [...] permet de comprendre le véritable sens du monde » écrit Emmanuel Housset, dans son ouvrage intitulé Husserl et l'énigme du monde.

### La genèse du monde
Le « monde de la vie », est une expression traduite de l'allemand Lebenswelt, que Husserl s'approprie, plus comme une « rubrique problématique » que comme un concept parfaitement constitué. À toutes les étapes de la pensée évolutive de Husserl, remarque Mario Charland, dans son mémoire, les thématiques du « monde de la vie » comme celle de la « réduction » sont, explicitement ou implicitement, présentes. Il y a avec la Krisis (1935-36, seulement publié en 1954) un renversement complet de perspective, maintenant ce n'est plus l’ego mais « le monde qui est l'objet d'une pure évidence, monde donné « anté-prédicativement » et qui demeure présent pendant tout le processus de réduction ». S'agissant du monde de la vie, de sa genèse, la question du « comment de la donnée d'avance », selon l'expression de Husserl, se pose. Comme l'écrit Dan Zahavi,« le monde de la vie deviendra une première rubrique intentionnelle, l'index, c'est-à-dire, le fil conducteur pour les questions en retour qui porteront sur la diversité des modes d'apparition et leurs structures intentionnelles ». Pour un tel changement de sol, de l'ego vers le monde pré-donné de la vie, il faut que celui-ci présente un caractère plus systématique de manière que tout ce qui appartenait au monde « anté-prédicatif » atteigne la scientificité même de ce concept note Mario Charland, dans son mémoire. Qu'en est-il de ce monde que nous fait découvrir l'intentionnalité et qui dépasse l'opposition de l'homme et du monde ? Pour Emmanuel Housset « il s'agit de décrire l'unité du mouvement par lequel l'homme vise le monde et du mouvement par lequel le monde s'annonce à l'homme »
Le « monde de la vie », dans lequel je suis moi-même incorporé, n'est pas un simple monde des choses, mais il est tout à la fois, en arrière-plan, un monde de valeurs, de biens et un monde pratique. Cette notion désigne en gros, « le monde tel qu'il se donne par opposition au monde exact construit par les sciences modernes de la nature », les phénoménologues parlent aussi de monde pré-scientifique. On peut inclure dans ce concept toutes les prestations, concrètes comme abstraites, qu'un ego peut effectuer dans le cours naturel de sa vie (perception d'objet, de chose, de personne, pensée en général, jugement scientifique, hypothèse métaphysique, croyance de toutes sortes, etc.). Il contient aussi des environnements idéaux, corrélats des actes de connaissance comme les nombres qui se rencontrent dans les actes de numération.Paul Ricœur, note à ce propos que l'illusion la plus constante qui caractérise la « thèse du monde » est la croyance naïve à l'existence « en soi » de ce monde et que toute perception empirique d'objet aurait a priori un caractère d'évidence que n'aurait pas la simple réflexion.
Dans une note Julien Farges rapporte cette analyse : « l’histoire de ce mot fait apparaître une évolution qui part du monde de la vie « Welt des Lebens », qui passe par le monde du vivant « Welt des Lebendigen », pour nous conduire jusqu’au monde vécu « erlebte Welt », tout cela s’exprime en une seule et unique formule, celle de la « Lebenswelt » ». En résumé la Lebenswelt signifierait selon cet auteur, le passage d’une vie située « dans un monde » à une vie « vivant le monde » lui-même, et qui façonne celui-ci tout autant qu’elle est façonnée par lui. Cette évolution et cette sédimentation de sens fait, dans une autre contribution de Julien Farges, de la notion de Lebenswelt « un foyer de tensions entre une mondanéisation de la vie et une subjectivation du monde, qui signifie qu’il n’y va pas en elle de l’une ou l’autre de ces deux tendances, mais bien de l’articulation, de la corrélation même entre un « vivre » et un « monde » ».
Dans la Krisis un nombre important de paragraphes comporte cette expression de « monde de la vie » étudié sous divers angles, par exemple, vis-à-vis des sciences, dans l'œuvre de Kant, face à l'attitude naïve, de la nécessité d'une ontologie du « monde de la vie ».

### L'intersubjectivité
Les Méditations cartésiennes, nous apprennent que c'est à l'intérieur de l'Ego que se constitue tout sens d'être. Il s'ensuit que pour cet Ego, l'affirmation de l'existence d'une autre conscience constituante, à la base du phénomène de l'intersubjectivité, est contradictoire. Husserl pense arriver à lever cette contradiction « à condition de descendre à un niveau de profondeur suffisant ». Pour définir le sens d'être du monde objectif, il s'agit d'éclairer le rapport entre intersubjectivité et objectivité. Dans l'analyse traditionnelle « on considère comme intersubjectif tout ce qui est « indépendant » de toute conscience quelle qu'elle soit et est par conséquent objectif » écrit Bernard Bouckaert, dans un article de la Revue philosophique de Louvain. Une telle conception tend à confondre intersubjectivité et universalité. À l'inverse, remarque cet auteur, chez Husserl l'objectivité est qualifiée d'intersubjective, non parce qu'elle est universelle mais« parce qu'elle dépend constitutivement d'une pluralité de sujets ». Cette définition n'est pas seulement sémantique, elle souligne une différence d'ordre ontologique entre le concept classique et le concept husserlien.
Grâce à cette conception de l'intersubjectivité Husserl détermine « le sens d'être du monde objectif qui est d'être un monde commun où chaque chose est la même pour tous ». Loin de se résumer à n'être qu'une question d'anthropologie phénoménologique régionale distinguant le Je du Nous, Husserl comprend l'intersubjectivité, comme une dimension essentielle du monde. Mais l'accès à ce monde commun présuppose que je peux transgresser ma propre sphère absolue pour poser la transcendance d'autrui,,. Emmanuel Housset écrit « ce qui semblait une transcendance seconde par rapport à la transcendance du monde s'annonce au contraire comme une transcendance première en soi […] De fait seule l'expérience de l'autre homme peut me sortir des limites de mon propre monde. C'est en constituant le sens d'autrui que le sujet peut constituer le monde commun […] L'altérité du monde objectif […] ne peut être comprise qu'à partir de l'expérience d'une pluralité d’ego unis en une même communauté ».

## Husserl et le raisonnement logique
Husserl, qui croit que les sciences peuvent être vues comme des systèmes de propositions interconnectées par des relations d'inférence, et cherche selon Christian Beyer à développer une « théorie générale des systèmes inférentiels (general theory of inferential systems) », part comme John Stuart Mill de l'étude linguistique des propositions. C'est ainsi que Husserl des Recherches logiques (1900/1901) à Expérience et jugement (1939) insiste sur la différence entre la signification et l'objet. Il identifie plusieurs variétés d'expression. Par exemple des expressions ont pour rôle de nommer des propriétés propres à un objet unique. Chacune de ces expressions a une signification et désigne le même objet. Par exemple, les expressions « le vainqueur d'Iéna » et « vaincu de Waterloo » ont deux significations différentes mais désignent toutes deux Napoléon Bonaparte. Certains mots n'ont pas de sens mais désignent le même objet. Il y a des noms qui n'ont pas de signification, mais ont le rôle de désigner un objet ou une personne : par exemple, les mots Aristote ou Socrate. Finalement il y a des mots qui désignent une variété d'objets. Ils sont appelés universaux et désignent un « concept » qui se réfère à une série d'objets. La façon dont nous connaissons les objets sensibles est appelée « intuition sensible », elle se distingue des objets eux-mêmes, les noumènes.
Par contre, Husserl s'oppose tant à J. S. Mill qu'à Christoph von Sigwart et même à son propre professeur Franz Brentano sur le psychologisme, c'est-à-dire sur le fait de considérer la mathématique et la logique comme étant de nature prescriptive ou descriptive, basées essentiellement sur des fondations empiriques. Selon les tenants du psychologisme, la logique ne peut pas être une science autonome car elle est une branche de la psychologie proposant soit un art pratique et prescriptif du jugement correct, soit une description factuelle du processus de la pensée humaine. Selon Husserl, l'échec des opposants au psychologisme tient à leur incapacité à distinguer entre le côté théorique fondamental de la logique et son aspect appliqué, pratique. Pour Husserl, la logique pure ne traite ni des jugements, ni des pensées, mais des lois a priori et des conditions de chaque théorie et de chaque jugement quel qu'il soit, vus comme des propositions en elles-mêmes.

## La postérité
Edmund Husserl eut de nombreux étudiants renommés, qui développeront chacun une phénoménologie propre.
Martin Heidegger fut son assistant et collaborateur, alors même que son œuvre se développait essentiellement vers une phénoménologie ontologique et existentiale centrée autour de la question de l'être, tandis que celle de Husserl expose une phénoménologie transcendantale organisée autour des concepts méthodiques de réduction et d'intentionnalité qui ne se retrouvent pas tels quels chez Heidegger. Un temps proches c'est ainsi à Martin Heidegger, que fut confié la publication de l'ouvrage de Husserl : Leçons pour une phénoménologie de la conscience intime du temps. Hans-Georg Gadamer, un autre de ses élèves, rapporte que Husserl disait que, au moins dans la période de l'entre-deux-guerres, « la phénoménologie, c'est Heidegger et moi-même ».
En 1933, le philosophe Eugen Fink, abandonne la carrière universitaire, pour devenir son secrétaire privé jusqu'à la mort de son maître en 1938. Il a participé auprès de son maître à la rédaction des Méditations cartésiennes, et est en outre connu pour avoir animé en 1966 avec Martin Heidegger un célèbre séminaire sur Héraclite. Il est l'auteur de trois ouvrages remarquables de commentaires et de développement à partir de l'œuvre de son mentor, traduits en français : De la phénoménologie, la Sixième Méditation cartésienne et Autres rédactions des Méditations cartésiennes.
Outre Edith Stein et Roman Ingarden au nombre de ses nombreux élèves, on relève la présence d'Alfred Schütz, futur fondateur d'une « sociologie phénoménologique », en qui Husserl plaçait beaucoup d'espoirs, allant jusqu'à lui proposer de devenir son assistant.
Nombreux sont les héritiers de Husserl dans la phénoménologie française. Dès l'après guerre on peut citer Jean-Paul Sartre et Maurice Merleau-Ponty, ce dernier centrant ses recherches sur la corporéité et le sensible. Dans l'esprit des recherches d'Edmund Husserl, le projet de Merleau-Ponty consiste à révéler la structure du phénomène de la perception. Il montre dans une œuvre qui date de 1942 La Structure du comportement que l'idée de perception est entachée d'un certain nombre de préjugés qui masquent la vérité. Il cherchera à penser note Pascal Dupond ce qu'il appelle un premier « contact naïf avec le monde » qui de fait précéderait toute possibilité de perception, car croire que la perception peut nous dévoiler la vérité sur l'existence et la vérité des choses en soi, c'est prendre appui sur un ensemble informulé de préjugés.
Jean-Paul Sartre, sous l'influence de Heidegger développera, de son côté, la phénoménologie dans un sens existentiel. Tous deux ont laissé des textes dont certains font désormais partie des classiques de la philosophie du XXe siècle, tels que L'Être et le Néant (1943), ou la Phénoménologie de la perception (1945). On distingue aussi Paul Ricœur et Emmanuel Levinas, qui l'un et l'autre, outre leurs travaux personnels, traduiront les ouvrages de Husserl en français. Emmanuel Levinas a été influencé par les deux philosophes Husserl et Heidegger, qu'il a connu dans ses études d'avant guerre à Fribourg et dont il fait le rapprochement dans son ouvrage En découvrant l'existence avec Husserl et Heidegger, il a en outre assuré la traduction en français des Méditations cartésiennes. Un certain rapprochement a pu être fait entre Maurice Merleau-Ponty et Emmanuel Levinas, tous deux, par exemple, reprochent à Husserl le caractère idéaliste et solipsiste de sa phénoménologie. Dans leur critique le sujet perd de son rôle au profit du monde. Pour Merleau-Ponty la « « chair du monde » vient établir la cohésion de notre situation dans le monde » et pour Emmanuel Levinas « le monde devient une nourriture permettant de combler une souffrance et un manque potentiellement mortel ». Paul Ricœur a de son côté traduit les Idées directrices pour une phénoménologie et une philosophie phénoménologique pures. Notons encore également les philosophes Jean-Toussaint Desanti, Jacques Derrida et Michel Henry.
Jacques Derrida, dans ses recherches, prend appui sur la pensée d'Husserl. En 1954 il rédige un mémoire pour le diplôme d'études supérieures, intitulé : Le problème de la genèse dans la philosophie de Husserl, en 1959, il prononce une conférence : « “Genèse et structure” et la phénoménologie », qui sera reprise dans L'écriture et la différence, après d'autres travaux, paraît en 1967, La voix et le phénomène qui est consacré au problème du signe dans la phénoménologie de Husserl.
Le conflit phénoménologique entre Husserl et Heidegger a influencé le développement d'une phénoménologie existentielle et de l'existentialisme : en France, avec les travaux de Jean-Paul Sartre et de Simone de Beauvoir ; en Allemagne avec la phénoménologie de Munich (Johannes Daubert, Adolf Reinach) et Alfred Schütz ; en Allemagne et aux États-Unis avec la phénoménologie herméneutique de Hans-Georg Gadamer et de Paul Ricœur.
C'est en opposition avec Husserl, que les idées du logicien Rudolf Carnap se sont développées.
On peut noter que Karol Józef Wojtyła qui devint Pape sous le nom de Jean-Paul II enseigna à ses étudiants, en tant qu'évêque auxiliaire, Thomas d'Aquin, Heidegger et Husserl. Il tente de concilier dans sa réflexion, mais aussi dans les articles qu'il publie, la philosophie de saint Thomas avec la phénoménologie. Il considère que la phénoménologie propose des outils mais qu'il lui manque une vision générale du monde propre au thomisme.
La phénoménologie, sous la forme développée par Edmund Husserl, trouve aujourd'hui une application pragmatique essentielle. En psychologie clinique et en psychiatrie, elle propose une rencontre de l'autre assez originale qui dépasse l'approche sémiologique classique. Elle propose une dialectique entre le clinicien examinateur du symptôme, et le patient soumis passivement à cette investigation dont il devient objet. À cette place donnée à la rencontre vécue, proposée par la phénoménologie, chacun retrouve sa place de sujet et de sujet humain, comme prérequis à une exploration partagée du fait réel, inter-subjective. Si l'approche phénoménologique n'est pas étrangère à de très nombreux auteurs (Sandor Ferenczi ou Jacques Lacan, pour ne citer qu'eux), certains la reprennent plus précisément et tentent de décrire sa spécificité. Arthur Tatossian (1929 - 1995), psychiatre français, reste une référence internationale toujours actuelle pour ses apports majeurs à la psychiatrie phénoménologique,.
Jean-François Revel cite Tran Duc Thao, vietnamien, normalien reçu 1er à l'agrégation de philosophie, et qui avait publié un mémoire d'études supérieures sur Husserl en 1943, version remaniée en 1951, intitulée Phénoménologie et matérialisme dialectique.